# Buczek (Góry Bardzkie)
Buczek (niem Groß Buchberg) – wzniesienie (552 m n.p.m.)  w południowo-zachodniej Polsce, w Sudetach Środkowych, w Górach Bardzkich.

## Położenie i opis
Wzniesienie położone jest w północno-wschodniej części Grzbietu Zachodniego Gór Bardzkich, na zakończeniu bocznego grzbietu odchodzącego ku północnemu wschodowi od Radosza, około 1,5 km na zachód od miejscowości Brzeźnica.
Zbudowane jest z dolnokarbońskich szarogłazów, zlepieńców i łupków ilastych oraz dewońskich piaskowców struktury bardzkiej.
Góra o kopulastym kształcie i stromych zboczach z wyraźnie zaznaczonym wierzchołkiem, porośnięta całkowicie lasem regla dolnego. Na zachodnim stoku góry znajduje się Rezerwat przyrody Cisowa Góra z okazałymi ponad stuletnimi cisami.
Spotykana jest nazwa góry – Cisowa Góra.